# Шумовка (Ульяновская область)
Шу́мовка — село в Ульяновском районе Ульяновской области.

## География
Село расположено в 11 километрах от районного центра рабочего посёлка Ишеевка и в 24 километрах от Ульяновска. По западной границе населённого пункта проходит федеральная трасса Р241.

## История
При заселении русскими людьми вновь образованного в 1648 году Синбирскаго уезда, Шумовская слобода конных казаков уже существовала. Она образовалась, по всей вероятности, из передовых постов пограничной линии, шедшей от Городища при р. Волге, через Вышки к Промзино Городищу (ныне с. Сурское). С той линии должно быть сюда выезжали «станишники, для наблюдения за движением неприятеля»; пункты их выездов обыкновенно бывали постоянными и потому постепенно образовывались в слободы. В строительной книге г. Синбирска (стр. 20), в Шумовской слободе были поселены "новоприборные конные казаки 50 человек, да потом ещё "прибавочные люди 150 человек и на все 200 душ дано земли 4240 четвертей (6360 десятин) пашни, 377 десятин лугов по р. Свияге и Бирючу. В 1677 году этому количеству земли прибавлено ещё 522 десятины пашни, в 1682 году Шумовским казакам Кондрашке Филимонову с "товарищи " в дачу к прежним сенным покосам дано десятины за р. Волгой, в Алтынбаевских лугах. После того, как казаков, перевели, в 1694 году, из Шумовской: слободы на Азов, принадлежавшая им земля пожалована; была по грамоте 1699 года, разным лицам: 1) стольнику князю Юрию Юрьевичу Трубецкому — 950 четвертей, с усадьбой, а после ещё и 654 десятины лугов за Волгой; 2) синбиренину , Парфену Михайлову Подымову с товарищи, трем человекам а по 300 четей; 3) синбиренину Григорию Раткову с товарищи, троим же человекам — по 250 четвертей и 4) синбиренину Павлу Федорову Кученеву — 150 четвертей.
В 1780 году, при создании Симбирского наместничества, село Рожественское Шумовка тож, при реке Свияге, помещиковых крестьян, малороссиан владелческих, вошло в состав Симбирского уезда.
В 1769 году с. Шумовка принадлежала внуку стольника князя Трубецкого, полковнику князю Николаю Ивановичу Трубецкому, а в 1788 году перешла к сыну последнего, капитану князю Ивану Николаевичу, у которого в 1794 году купил это имение (977 четвертей пашни и 654 десятины лугов) генерал-поручик, действительный камергер князь Михаил Михайлович Голицын; он же, по всей вероятности, скупил земли, принадлежавшие помянутым Подымову, Раткову и Кученеву, потому что во время генерального межевания у его вдовы, княгини Анны Александровны (урожденной графини Строгновой) с сыновьями: тайным советником князем Сергеем Михайловичем и действительным камергером князем Александром Михайловичем, было здесь 6808 дес. 652 саж. земли, и село состояло из 245 дворов (850 муж. и 981 жен.). С тех пор с. Шумовка составляла родовую вотчину князей Голицыных. Она и в настоящее время принадлежит вдове одного из них, бывшего Императора Николая Павловича испанским посланником, Марье Ильинишне, по второму мужу графине Остен-Сакен, супруге нынешнего русского посла в Берлине. За нею числится здесь 4643 дес. 643 саж., с небольшой усадьбой, где живёт управляющий, сама же графиня никогда в Шумовке не бывает. Отец первого её мужа, князь Сергей Михайлович Голицын был приближенным Императора Александра I, который в 1824 году перед прибытием в г. Симбирск, посетил князя Голицына в Шумовке, был в помещичьем доме и во вновь построенной тогда церкви.
В 1859 году село Шумовка, в 1-м стане, по почтовому тракту из г. Симбирска в г. Казань, в котором было: Церковь православная 1. Почтовая станция. Конный завод 1.
Шумовское крестьянское общество перешло в 1862 г. на дарственный надел, получив на 833 ревизских души (255 дворов) по одной десятине удобной земли на душу. Затем, 1886 году общество купило у графини Остен-Сакен 1320 десятин пашни и в 1903 году, при населении в 2176 душ (1053 муж. и 1123 жен.), на 321 двор, пользуется 2153 дес. удобной земли (усадебной 238 дес. 98 саж., пашни 1728 дес. 816 саж., выгону 113 дес., покоса 73 дес. 1486 саж.) и, кроме того 882 десятинами неудобной земли. Старики рассказывают, что у князей Голицыных были заводы на Урале, откуда присылали в Шумовку рабочих, в чём либо провинившихся, почему население Шумовки стало разноплеменным и буйным. Прежде опасно было проезжать через Шумовку (стоящую и поныне на большой Казанской дороге), потому что местные крестьяне нападали на проезжавших и грабили их.
Разноплеменность же населения заметна здесь и в настоящее время, так как среди великорусов есть не мало обрусевших чуваш, мордвы и цыган. Эти инородцы прежде были почти сплошь землекопами, каковой промысел процветал в Шумовке и только последнее время стал заметно падать.
Среди населения, между двумя главными улицами, видны остатки старинного «мара». Лет тридцать тому назад здесь была очень большая насыпь: вышиною не менее 10 сажен, занимавшая площадь более десятины и вокруг мара стояла глубокая трясина. Между тем население Шумовки увеличивалось; становилось тесно; а потому крестьяне начали рыть мар и землею его засыпать трясину. В настоящее время от этой насыпи осталось очень немного; на прежней трясине стоят крестьянские избы, но почва здесь все таки ещё очень топкая — в дождливое время ни пройти, ни проехать. При разрытии мара никаких предметов старины найдено не было.

### Религия
В 1654 году в Шумовке построена часовня, «а впредь будет церковь Рождества Христова» и в 1668 году она пишется уже церковью. Долго ли она существовала — неизвестно, в 1764 году, при упразднении Симбирской Соловецкой пустыни, церковь, бывшая на монастырских воротах, во имя Покрова Богородицы, была куплена в Шумовку за 21 рубль и в 1770 году сгорела. Князь Иван Иванович Трубецкой построил в 1786 году, новую церковь, которая в 1820 году перенесена на кладбище, где ныне находится в весьма ветхом состоянии, заменяя часовню, а на её прежнем месте князь Сергей Михайлович Голицын построил в 1824 году, нынешний каменный храм во имя Рождества Христова.
Храм каменный, построен в 1829 году князем Сергеем Михайловичем Голицыным. Престолов три: главный (холодный) — в честь Рождества Христова, в приделах (теплых) в одном — во имя Святителя и Чудотворца Николая и в другом — во имя св. равноапостольной Марии Магдалины. На упраздненном кладбище — деревянная часовня, построенная в 1829 году.
В 1923 году настоятелем в церкви Рождества Христова служил Гневушев Александр Фёдорович.
В 1937 году церковь была закрыта, а здание перешло в собственность колхоза, использовалось для просушки зерна, как склад. В 1941 году началась война, заводу им. Володарского понадобилось строительство новых цехов и помещений, и здание церкви пошло на кирпич заводу.

### Образование
В Шумовке две школы: мужская открыта в 1865 году и с тех пор помещается в отдельном здании, рядом с местным правлением. Женская школа открыта в 1880 году графинею М. И. Остен-Сакен, на средства которой содержится настоящее время; первоначально она помещалась в нижнем этаже господского дома, а с 1890 года переведена в отдельное здание, на противоположном конце села. Кроме графини Остен-Сакен, помещиком при с, Шумовке числится крестьянин Василий Яковлев Кузьмин, купивший в 1887 году у графини 50 дес. 880 саж. земли.
Церковно-приходское попечительство существует с 1887 года. В с. Шумовке две нач. народ, школы: земская и графини Остен-Сакен. 

## Население
| 2010 |
| ---- |
| 783  |

В 1780 году в селе Рожественское Шумовка тож жило: 668 помещиковых крестьян и 2 малороссиан владелческих.
В 1859 году в с. Шумовка в 255 дворах жило: 917 муж. и 1071 жен.;
В 1900 году в с. Шумовке (н. р.; волост. правл.; стан, кварт.; почтов. стан.) в 307 дв. 940 м. и 995 ж.;

## Предприятия
- ООО «Агрофирма Абушаев» — производство зерна и коневодство.